# Присиваська сільська територіальна громада
Присиваська сільська територіальна громада — територіальна громада в Україні, в Каховському районі Херсонської області. Адміністративний центр — село Григорівка.

## Загальна інформація
Площа громади — 399,53 км², населення — 5002 мешканці (2017).

## Населені пункти
До складу громади входять 5 сіл: Григорівка, Іванівка, Нововолодимирівка, Павлівка та Строганівка.

## Історія
Утворена 8 вересня 2016 року шляхом об'єднання Григорівської, Іванівської, Павлівської та Строганівської сільських рад Чаплинського району Херсонської області.